# عينبوس
عينبوس أو عينابوس قرية فلسطينية تقع على بُعد 11كم إلى الجنوب من مدينة نابلس شمال الضفة الغربية. وقعت تحت الاحتلال الإسرائيلي بعد عام 1967م، يحدها من الغرب قريتي عوريف وجماعين، ومن الشرق بلدة حواره، ومن الشمال بورين، ومادما، وعصيرة القبلية، ومن الجنوب قرية ياسوف.

## تسميتها
يقال بأنها سميت بهذا الاسم نسبة لليبوسيين، ولكن لا يوجد من المعالم الأثرية ما يثبت هذه النظرية. وترجع رواية أخرى التسمية إلى قصة حب وقعت أحداثها عند عين المياه في قديم الزمان. حوش الشيطان يقع في منطقة مسجد الأربعين شهيد، ويعتقد أنه الأصل والنواة للقرية. حوش الشيطان، بمبانيه المتهالكة المفتقرة للعناية والترميم، لا تزال قلة من منازله مسكون. ولكن الطراز المعماري والوضع الحالي للحوش يرجح أنه بني في أواخر القرن التاسع عشر، ومنتصف القرن العشرين، ولا يعود لحقب زمنية أبعد كما يعتقد البعض.

## إدارة القرية
تتبع قرية عينابوس إداريًا لمحافظة نابلس، حيث كانت تحت إدارة مدينة نابلس حتى عام 1996، عندما تم تشكيل مجلس قروي للإشراف على شؤونها. ورغم ذلك، لا تزال القرية تتبع إداريًا لمحافظة نابلس ضمن نفوذ السلطة الوطنية الفلسطينية منذ عام 1993 وفقًا لاتفاق أوسلو. يتألف مجلس قرية عينابوس من تسعة أعضاء تعيّنهم السلطة الفلسطينية، ويضم مقره في القرية ثلاثة موظفين. يشرف المجلس على عدة أعمال إدارية، تشمل صيانة وتركيب شبكة المياه، تحسين وتعبيد الطرقات، تنظيم وسائل المواصلات، والحفاظ على نظافة الأحياء، بالإضافة إلى تقديم بعض الخدمات الاجتماعية الأخرى.

## اعتداءات المستوطنين
في 28 يناير 2020، اعتدى مستوطنون من مستوطنة يتسهار على مدرسة عينبوس الأساسية، وأضرموا النار في أحد صفوفها، كما كتبوا شعارات عنصرية على جدران المدرسة.

## تاريخها
عُثر في قرية عينابوس على قطع فخارية تعود إلى العصر البرونزي الأوسط، والعصر البرونزي المتأخر/العصر الحديدي الأول، والعصر الحديدي الثاني، والفترات الفارسية، والهلنستية، والرومانية، والصليبية الأيوبية. كما تم بناء المسجد القديم في القرية خلال تلك الفترات، وهو مخصص للخليفة عمر بن الخطاب. وحتى اليوم، لا تزال زراعة الزيتون والتين مصدر الدخل الأساسي لسكان عينابوس. تم فحص المسجد القديم، المعروف باسم جامع الأربعين، في عامي 1928 و1942، وعُثر على نقش على أحد أعمدته يحمل اسم "عبد الله" وتاريخ 625 هـ (1227-1228 م).

### العصر العثماني
أُدرجت قرية عينابوس ضمن أراضي الدولة العثمانية عام 1517، كما هو الحال مع باقي فلسطين، وظهرت في سجلات الضرائب العثمانية عام 1596 كجزء من ناحية جبل قبال التابعة لسنجق نابلس، وكان يسكنها 49 أسرة مسلمة. دفع السكان ضريبة ثابتة بنسبة 33.3٪ على المنتجات الزراعية، بما في ذلك القمح والشعير والمحاصيل الصيفية والزيتون وتربية الماعز أو خلايا النحل، وبلغ إجمالي الضرائب 5,317 آقجة. في عام 1838، أشار المستشرق الأمريكي إدوارد روبنسون إلى عينابوس في رحلاته، حيث ذكرها كقرية ضمن قضاء "جورة مردة" جنوب نابلس، وفي يونيو عام 1870، زار المستكشف الفرنسي فيكتور غيرن القرية، ووصفها بأنها تحتوي على نبع ماء سُميت باسمه، وكان يسكنها حوالي 400 شخص، وتحيط بها وديان مليئة بأشجار الزيتون، وفي إحصاء الدولة العثمانية لعام 1870/1871 (1288 هـ)، تم تسجيل عينابوس كقرية تابعة لناحية جماعين الثاني، والتابعة إداريًا لنابلس، وفي عام 1882، وصفها صندوق استكشاف فلسطين (PEF) بأنها "قرية صغيرة تقع على نتوء منخفض من الجبل، مع نبع ماء إلى الغرب، وأشجار زيتون إلى الجنوب".

### فترة الانتداب البريطاني
في تعداد عام 1922 الذي أجرته سلطات الانتداب البريطاني، بلغ عدد سكان عينابوس 227 نسمة، جميعهم مسلمون. وارتفع العدد في تعداد 1931 إلى 244 مسلمًا يعيشون في 62 منزلاً، وفي تعداد عام 1945، كان عدد السكان 340 نسمة، جميعهم مسلمون، بينما بلغت مساحة أراضي القرية 4,011 دونمًا (حوالي 4 كيلومترات مربعة). من هذه الأراضي، استُخدم 539 دونمًا للأراضي المزروعة والمروية، و2,107 دونمات لزراعة الحبوب، بينما كان 29 دونمًا عبارة عن أراضٍ مبنية.

### العهد الأردني
بعد حرب 1948 واتفاقيات الهدنة لعام 1949، أصبحت عينابوس تحت الحكم الأردني. وفي تعداد عام 1961، بلغ عدد سكان القرية 524 نسمة.

### ما بعد عام 1967
منذ حرب الأيام الستة عام 1967، أصبحت عينابوس تحت الاحتلال الإسرائيلي. وبعد اتفاقيات أوسلو عام 1995، تم تصنيف 85٪ من أراضي القرية ضمن المنطقة «ب»، بينما صُنّفت النسبة المتبقية (15٪) ضمن المنطقة «ج». صادرت إسرائيل 114 دونمًا من أراضي عينابوس لبناء مستوطنة "يتسهار"، ومنذ ذلك الحين، تعرض سكان القرية لعدة اعتداءات من المستوطنين، شملت سرقة المحاصيل الزراعية وتخريب المنازل. وبحلول عام 2012، استولى المستوطنون أيضًا على أراضٍ مصنفة ضمن المنطقة ب، في ظل "تواطؤ السلطات الإسرائيلية وتقاعسها عن وقف السرقات"، وفقًا لتقارير حقوقية. بلغ عدد سكان عينابوس عام 1987 حوالي 1,200 نسمة، وفقًا للجهاز المركزي للإحصاء الفلسطيني، وارتفع العدد إلى 2,891 نسمة في عام 2017.

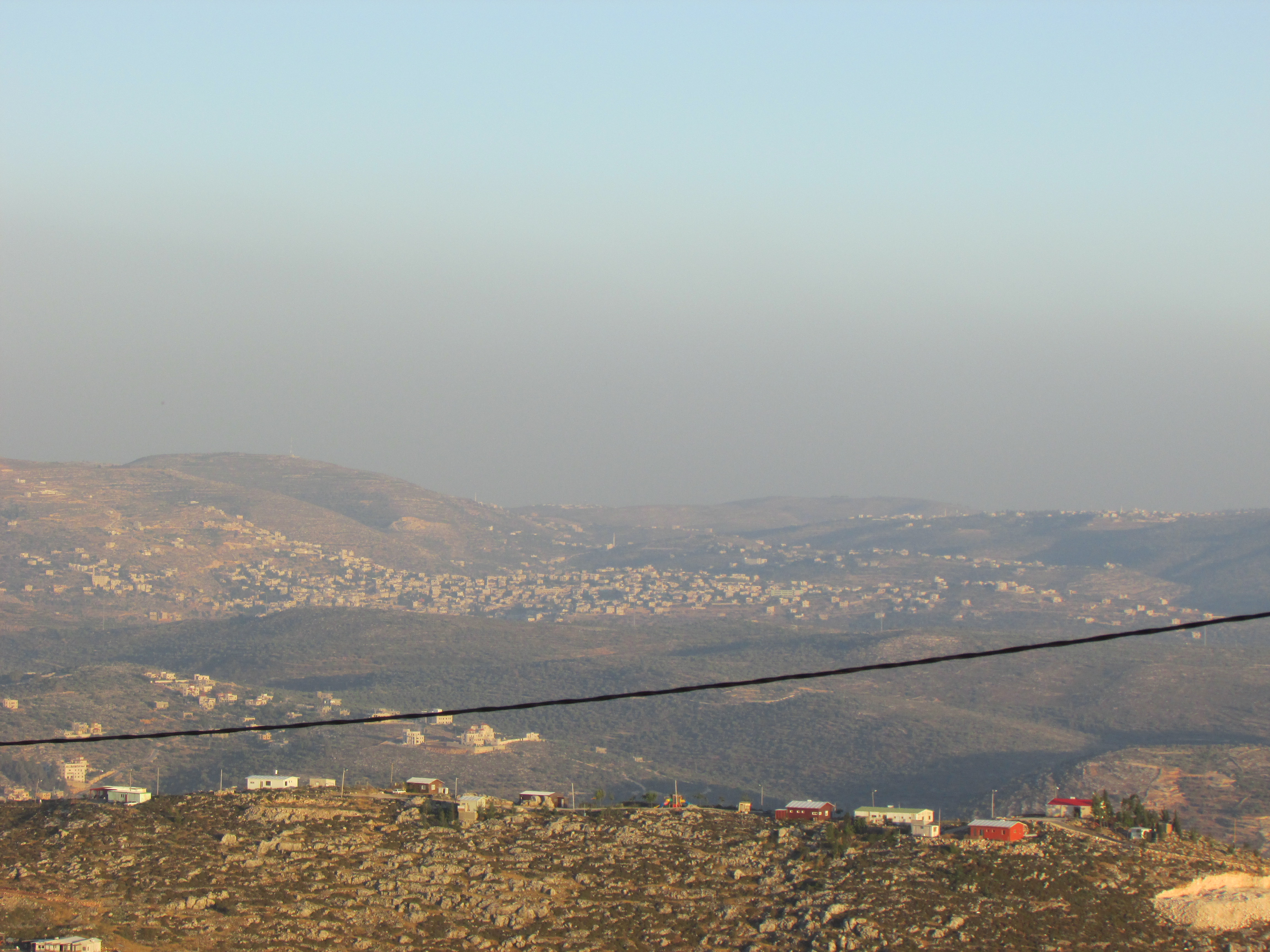
قرية عينبوس